# Leucophora setosa
Leucophora setosa este o specie de muște din genul Leucophora, familia Anthomyiidae. A fost descrisă pentru prima dată de Seguy în anul 1925.
Este endemică în Franța. Conform Catalogue of Life specia Leucophora setosa nu are subspecii cunoscute.